# Константин Арабаджиев
Константин Тодоров Арабаджиев е първият български учител във Варна.

## Биография
Роден е в Арбанаси през 1837 г. в семейството на Тодор Георгев, кожухар и Екатерина Костова. Учи в търновско училище при П. Р. Славейков и Никола Златарски, което завършва с похвален лист за превъзходен успех и благочинно поведение. С тази си подготовка, Арабаджиев започва и учителства осем години в Търновско, като през 1855 е в Самоводене, а след това в Лесичери. През 1860 г е изпратен от Славейков за учител в град Варна по настояване на хаджи Стамат Сидеров, двамата братя Сава и Никола Георгиевич, хаджи Рали Мавридов от Варненската българска община. Като пристига във Варна, Арабаджиев среща съпротивата на митрополит Порфирий и местните гърци и гагаузи срещу отварянето на българско училище, поради което е разследван от османската власт за връзки с руското консулство. В крайна сметка първото българско училище във Варна се установява на 19 август 1860 под наем в къщата на Балтаджи Пейко на Ченгене пазар. Посещава се от 25 момчета и 15 момичета. Училищният печат носи надпис: „Българска училищна община. Съгласие, дързост и успех. 1860“. Арабаджиев е съавтор на писмото, изпратено през август 1860 година до българските градски общини в околните каази - Балчик, Провадия, Хаджиолу-Пазарджик и Манкаля с предложение всички едновременно да уведомят Иларион Макариополски в Цариград, че и се отказват от гръцката патриаршия и признават Българската самостойна народна църква. Арабаджиев учителства във варненското българско училище три години, след което е въведена Бел-Ланкастерска методология и за главен учител е доведен Сава Доброплодни.
Арабаджиев престава да бъде учител в годината, в която града напуска и руския консул Александър Рачински. Второ обстоятелство, упражнило решително влияние върху неговото решение да спре да учителства е появата на една дописка в издавания от Драган Цанков в Цариград вестник "България", според която Арабаджиев е недеен и негоден. Арабаджиев остава във Варна и работи шест месеца като писар в управляваната от Стамат Сидеров търговска банка „Звезда“, а след това се занимава с търговия. След Освобождението постъпва на държавна служба като ковчежник в Търново, на която остава до 1893 г.
Константин Арабаджиев се пенсионира и остава в Търново. През май 1911 г. посещава отново Варна по повод 50-годишнината от основаването на българското училище. На 16 януари 1912 г. К. Арабаджиев дарява средства на новопостроеното варненско училище, именувано в негова чест.
Константин Арабаджиев умира в Търново на 27 юли 1913, месец след Търновското земетресение.